# T (маршрут метро, Нью-Йорк)
Т — обозначение маршрута в Нью-Йоркском метрополитене. На 2021 год данный логотип не используется, но раньше использовался поездами линии Уэст-Энд (в оригинале BMT 3). Это обозначение было снято в 1967 году, но некоторые челночные поезда были обозначены ТТ до 1968 года. Этот челнок впоследствии был обозначен В, а с 2001 года — W. Поскольку было приостановлено экспресс-сообщение на линии Шестой авеню, то на замену был направлен W (с линии Бродвея) до станции Кони-Айленд (заменяя D), начиная с 2004 года.
Т также будет обозначать совершенно новый маршрут, идущий по линии Второй авеню. Его предлагается запустить по всей длине линии от 125-й улицы в Гарлеме до Хановер-сквер в Нижнем Манхэттене. Маршрут будет идти только в Манхэттене — это будет единственный нечелночный маршрут, обслуживающий только одно боро. Т будет на всём протяжении локальным, потому что на линии Второй авеню нет и не планируется экспресс-путей. В далёкой перспективе маршрут может быть продлён в Бруклин и в Бронкс.
Сохранившийся логотип Т с давних времен использования на старых вагонах представляет собой чёрную букву на белом круге, в будущем же обозначение Т будет белым и располагаться на бирюзовом фоне. Первая очередь линии Второй авеню открылась 1 января 2017 года, она временно обслуживается только маршрутами N (часть рейсов в часы пик в пиковом направлении) и Q (круглосуточно).

## Станции маршрута
Из всех этих станций только три открыты, все остальные находятся в проекте.
Используемые пути в зависимости от дня недели и времени суток
| От станции включительно | До станции включительно | Круглосуточно  |
| ----------------------- | ----------------------- | -------------- |
| 125-я улица             | Хановер-сквер           | локальные пути |

Схема маршрута
| Условные обозначения |
| для дней и часов работы маршрутов (более точно указано во всплывающих подсказках при этих обозначениях): |
| --- |
| круглосуточно круглосуточно, кроме ночи круглосуточно, кроме будней днём (либо часов пик) в пиковом направлении в будни днём (и, возможно, вечером) в будни круглосуточно в часы пик в будни днём (либо в часы пик) в пиковом направлении в будни днём (либо в часы пик) в направлении, обратном пиковому в выходные ночью ночью и в выходные (и, возможно, вечером) нет движения поездов |

|  |
|  |
|  |

| 4 — круглосуточно · 4 — круглосуточно · 5 — круглосуточно, кроме ночи · 5 — круглосуточно, кроме ночи · 6 — круглосуточно · 6 — круглосуточно · <6> — в будни днём в пиковом направлении · <6> — в будни днём в пиковом направлении | 125-я улица |
| Харлем — 125-я улица (Metro-North)[англ.] |             |

|  |

|  |

|  |

| N — часть рейсов в часы пик в пиковом направлении · N — часть рейсов в часы пик в пиковом направлении · Q — круглосуточно · Q — круглосуточно |

|  |

| N — часть рейсов в часы пик в пиковом направлении · N — часть рейсов в часы пик в пиковом направлении · Q — круглосуточно · Q — круглосуточно |

|  |

| N — часть рейсов в часы пик в пиковом направлении · N — часть рейсов в часы пик в пиковом направлении · Q — круглосуточно · Q — круглосуточно |

|  |
|  |
|  |

| 4 — ночью · 4 — ночью · 6 — круглосуточно · 6 — круглосуточно · <6> — в будни днём в пиковом направлении · <6> — в будни днём в пиковом направлении | 51-я улица                    |
| E — круглосуточно · E — круглосуточно · M — в будни днём и вечером · M — в будни днём и вечером                                                     | Лексингтон-авеню — 53-я улица |

|  |
|  |
|  |
|  |
|  |

| 4 — круглосуточно · 4 — круглосуточно · 5 — круглосуточно, кроме ночи · 5 — круглосуточно, кроме ночи · 6 — круглосуточно · 6 — круглосуточно · <6> — в будни днём в пиковом направлении · <6> — в будни днём в пиковом направлении | Центральный вокзал — 42-я улица |
| 7 — круглосуточно · 7 — круглосуточно · <7> — в часы пик в пиковом направлении · <7> — в часы пик в пиковом направлении | Центральный вокзал              |
| S (челнок 42-й улицы) — круглосуточно, кроме ночи · S (челнок 42-й улицы) — круглосуточно, кроме ночи | Центральный вокзал              |
| Центральный вокзал Нью-Йорка |                                 |

|  |

|  |

|  |

| L — круглосуточно · L — круглосуточно | Третья авеню |

|  |

| F — круглосуточно · F — круглосуточно · <F> — в часы пик в пиковом направлении · <F> — в часы пик в пиковом направлении | Вторая авеню |

|  |

| B — в будни днём и вечером до 23:00 · B — в будни днём и вечером до 23:00 · D — круглосуточно · D — круглосуточно | Гранд-стрит |

|  |

|  |

|  |